# الحسا (الطفيلة)
الحسا منطقة سكنية تقع في لواء الحسا، محافظة الطفيلة في الأردن. تنتمي المنطقة لقضاء الحسا الذي يضم منطقتين. يقدر عدد سكانها بـ 73 نسمة حسب إحصاء 2015.

## الوصلات الخارجية
- دائرة الاحصاءات العامة